# Козінцева Лариса Максимівна
Козінцева Лариса Максимівна (1 березня 1929 року — 9 грудня 2004) — український гідролог, кандидат географічних наук, доцент Київського національного університету імені Тараса Шевченка.

## Біографія
Народилась 1 березня 1929 року в Овручі Житомирської області. Закінчила у 1952 році Київський університет зі спеціальності «географія». У Київському університеті працювала на кафедрі гідрології суші (нині гідрології та гідроекології) у 1953–1996 роках на посадах асистента, старшого викладача, з 1964 року працювала доцентом. Присуджено вчене звання доцента у 1967 році. Кандидатська дисертація «Долгосрочные прогнозы гидрографа весеннего половодья реки Припяти у города Мозыря» захищена в 1963 році. Читала спеціалізовані курси: «Океанологія», «Гідрологічні прогнози», «Водні дослідження», «Загальна гідрологія» та інші. Розробляла методологічні засади довготермінових прогнозів гідрологічного режиму Дніпра та весняних явищ на річці Прип'ять. Брала участь у розробці схеми гідрологічного районування України в 1967 році.

## Наукові праці
Автор понад 150 наукових та навчально-методичних праць. Основні праці:
1. Основи загальної гідрології. — К., 1975 (у співавторстві).
2. Комплексне використання і охорона водних ресурсів СРСР. — М., 1982 (у співавторстві).
3. Гідрологічні і водно-балансові розрахунки. — К., 1987 (у співавторстві).